# Тассо, Леонардо дель
Леонардо дель Тассо (итал. Leonardo del Tasso; 1465 или 1466, Флоренция — 1500) — итальянский скульптор и резчик по дереву эпохи Возрождения.

## Биография
Выходец из флорентийской семьи дель Тассо, многие представители которой были профессиональными резчиками по дереву. В этом качестве члены семьи дель Тассо (включая Леонардо) несколько раз упоминаются у Вазари. Учился ремеслу резчика и скульптора сперва у своего родственника, Чимкенти дель Тассо Старшего, а затем у Андреа Сансовино.
Сотрудничал с Бенедетто да Майано, работавшим во Флоренции, и унаследовал его скульптурную мастерскую после смерти последнего (1497).
Скончался около 1500 года и был похоронен в базилике Святого Амвросия во Флоренции, также, как и другие член семьи дель Тассо. Для этой базилики он ранее изготовил деревянную статую Святого Себастьяна.
Леонардо дель Тассо специализировался на создании деревянных скульптур для церквей Флоренции, внешний вид которых был необычайно передовым для своего времени и явно учитывал античные традиции а также наработки Микеланджело в работе с мрамором.
Хотя долгое время творчество дель Тассо находилось вне фокуса общественного внимания, сегодня его нередко считают своего рода «Микеланджело среди резчиков», а внимание искусствоведов к его произведениям значительно возросло.
Леонардо дель Тассо (наряду со своим учителем Сансовино) является одним из двух наиболее вероятных кандидатов в авторы Распятия Галлино (третьим вероятным кандидатом является сам Микеланджело).

## Галерея

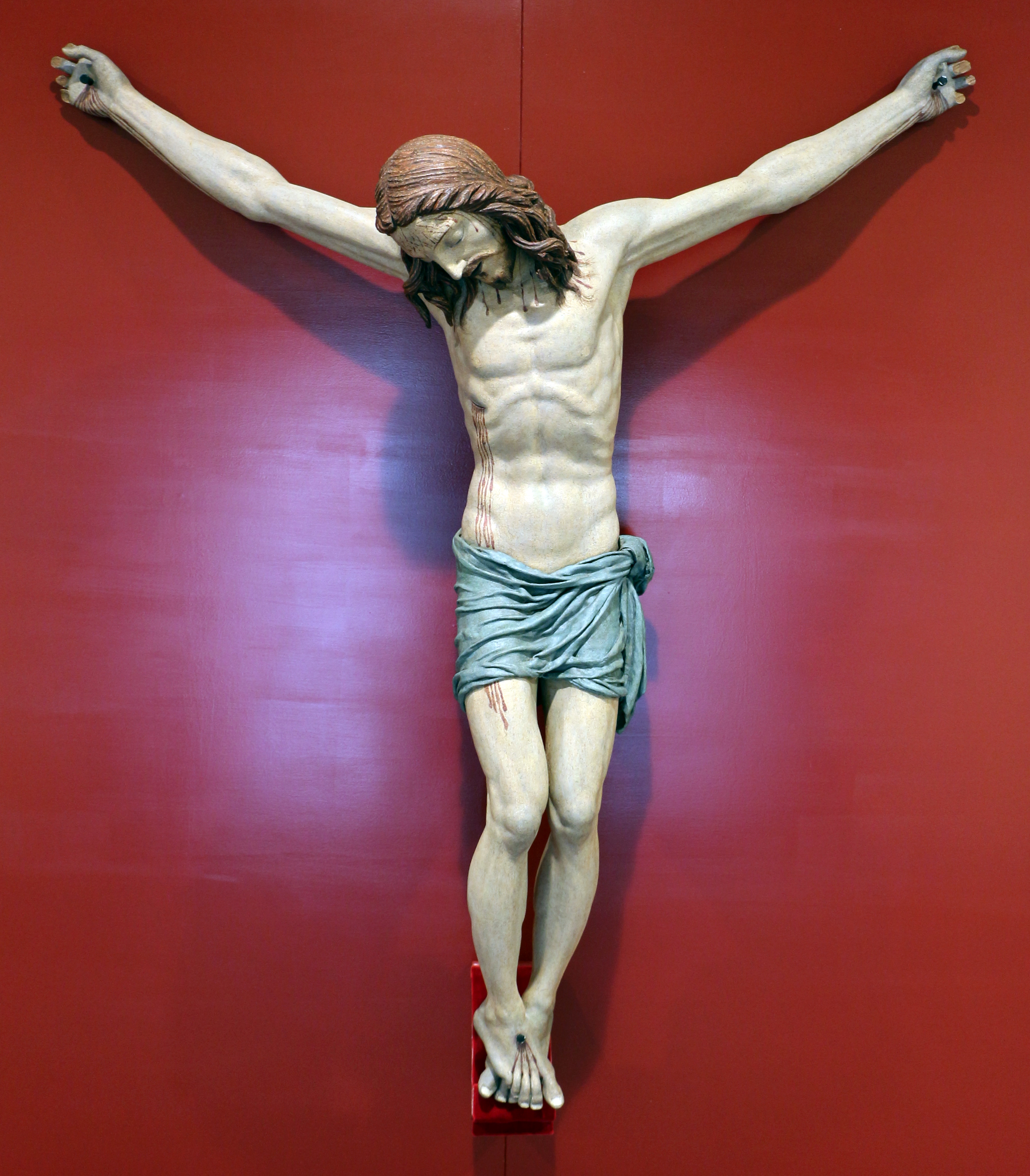
Распятие из старинного госпиталя Санта-Мария-Нуово, Флоренция.
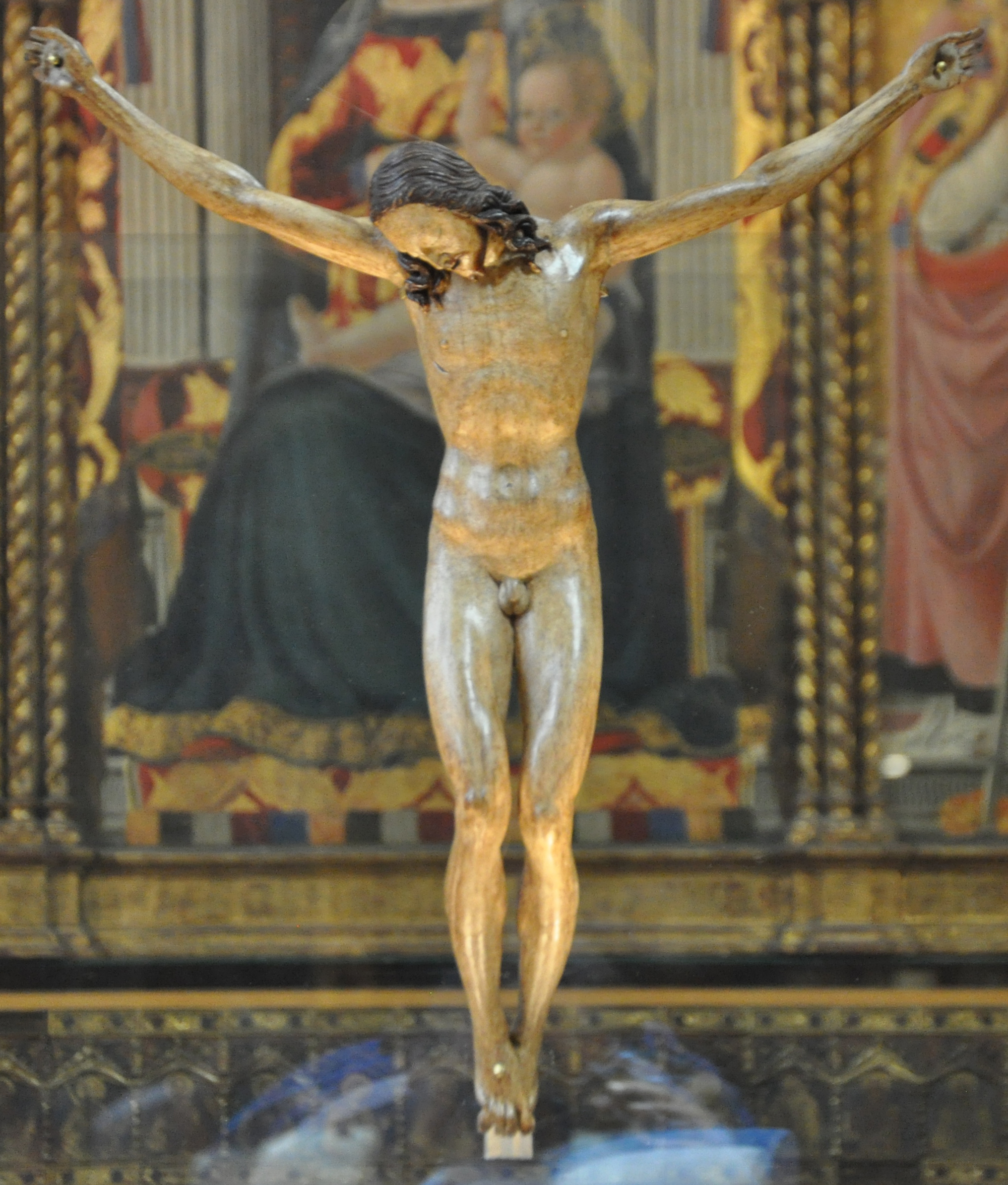
Распятие Галлино
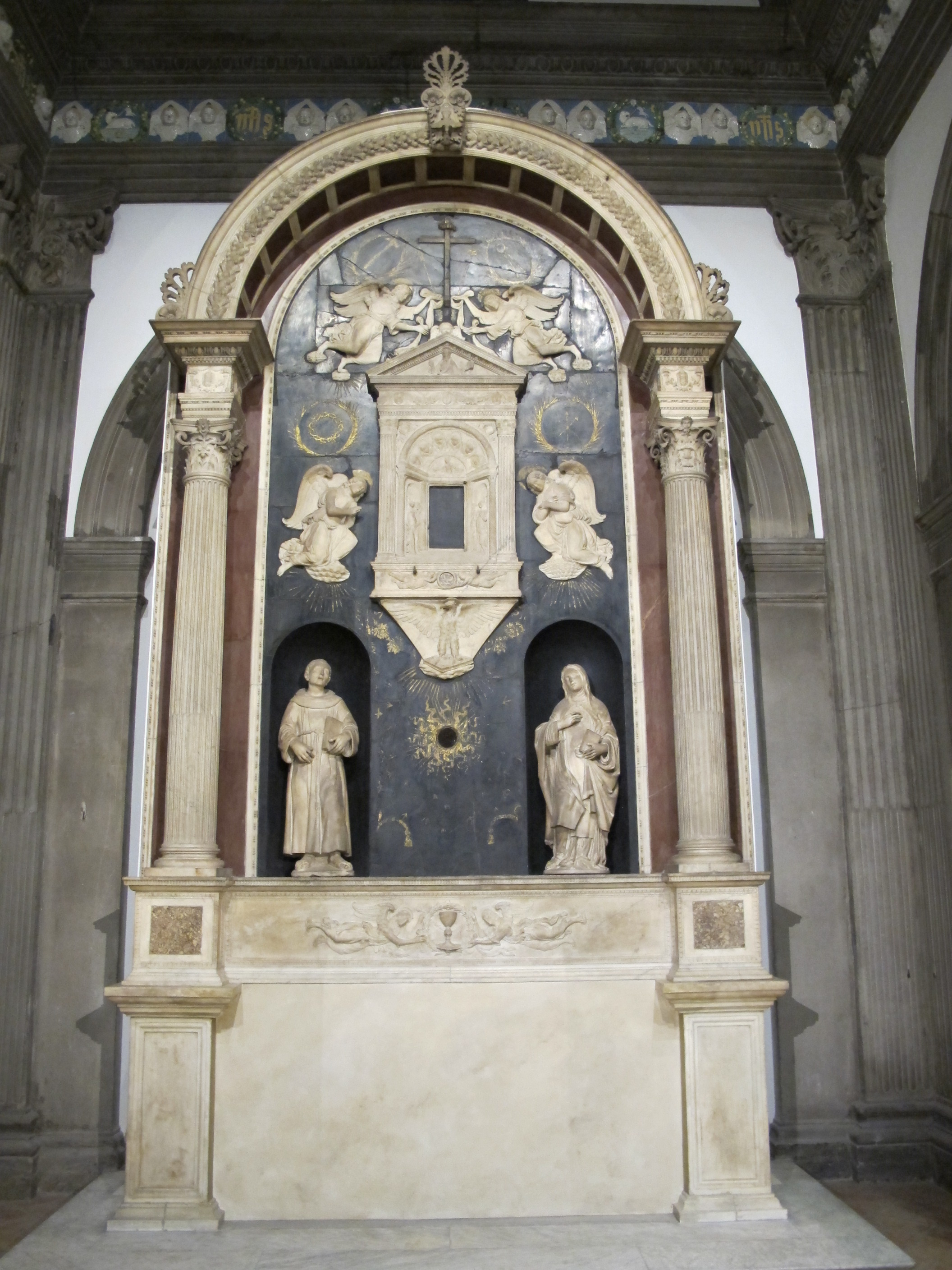
Алтарь Санта-Кьяра (совместно с Бенедетто да Майано). Музей Виктории и Альберта, Лондон.
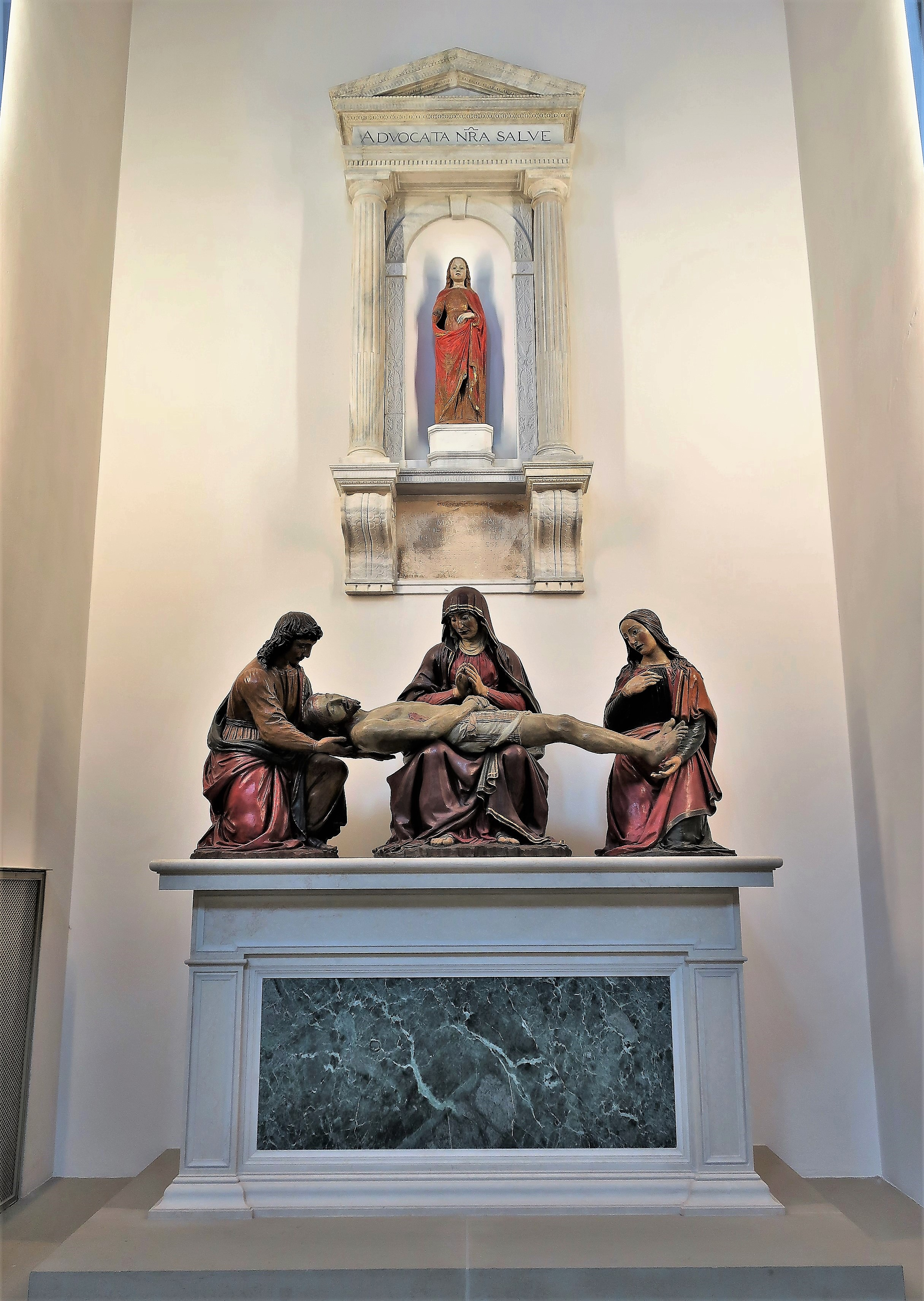
Снятие с креста (приписывается). Музей Боде, Берлин.
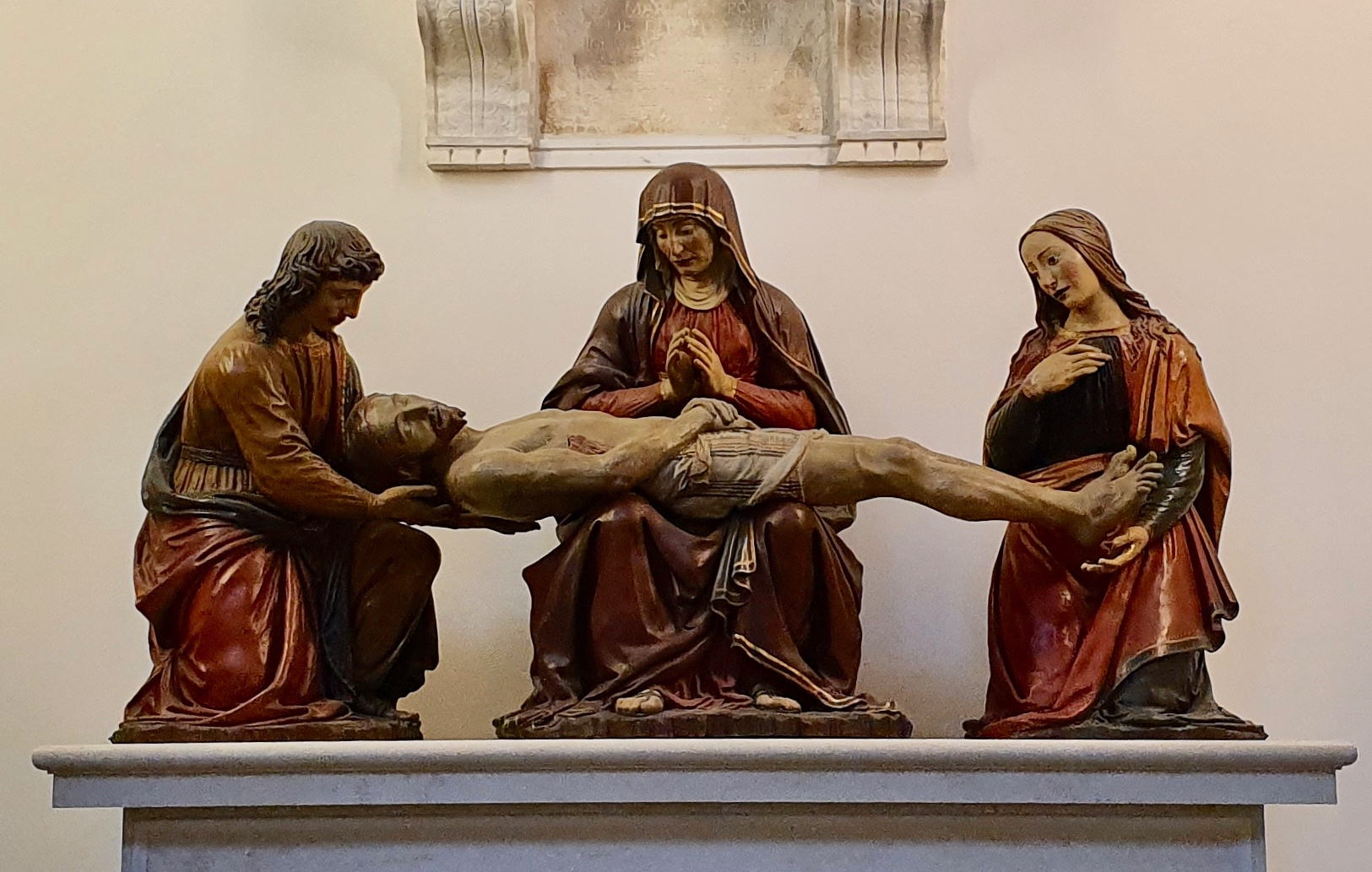
Та же скульптура крупным планом.
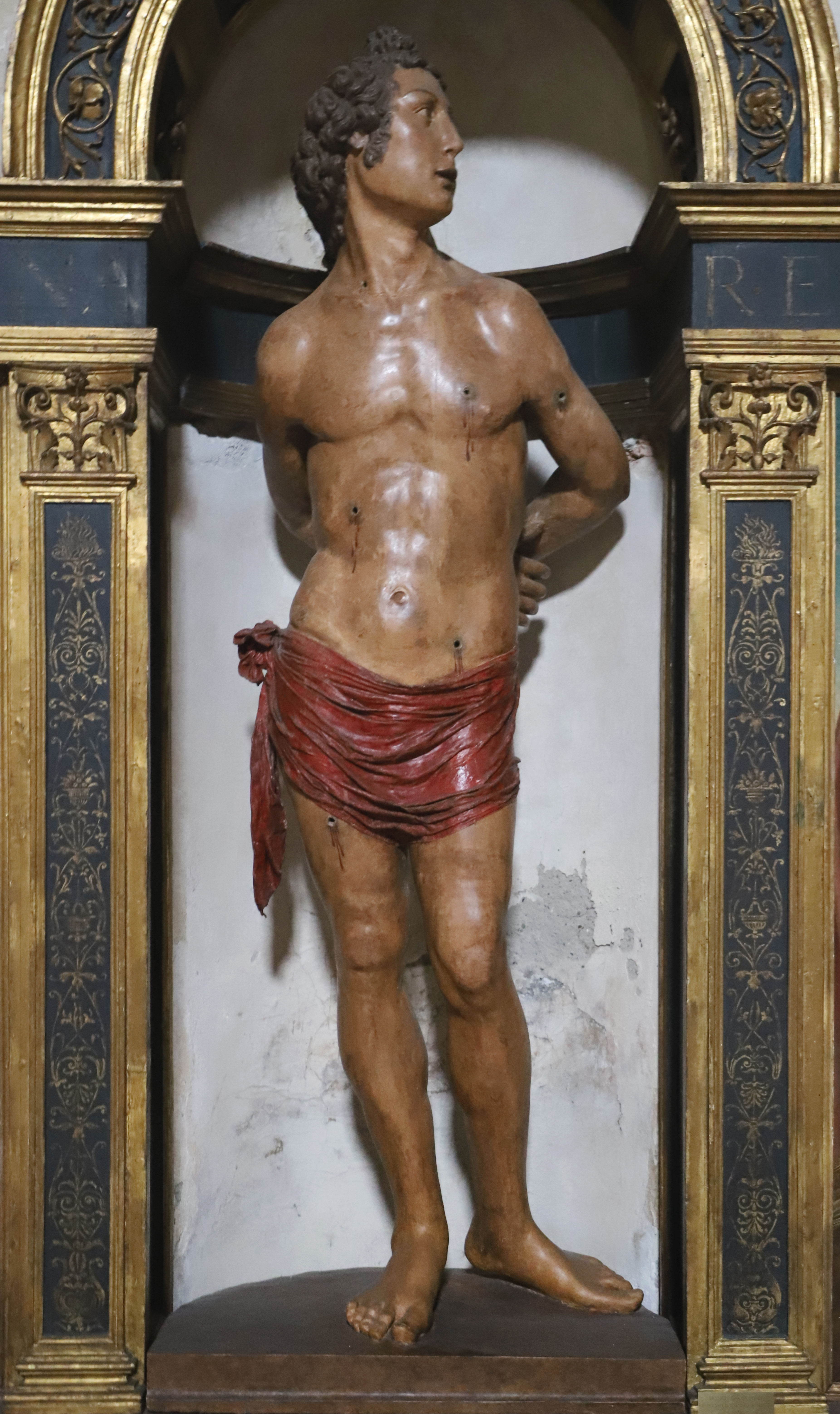
Святой Себастьян, церковь Марии Магдалины, Флоренция
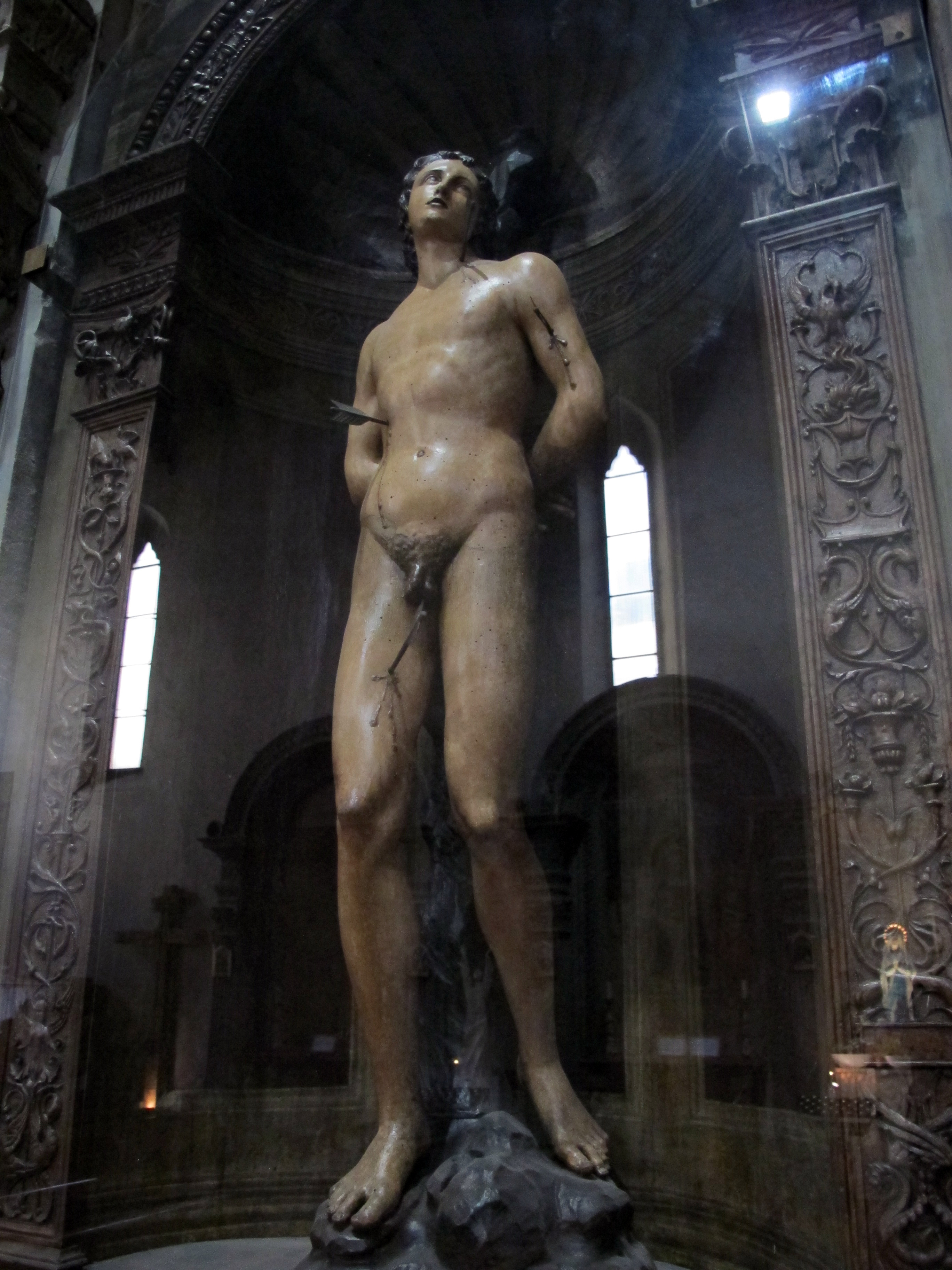
Святой Себастьян, Базилика Святого Амвросия (Флоренция)
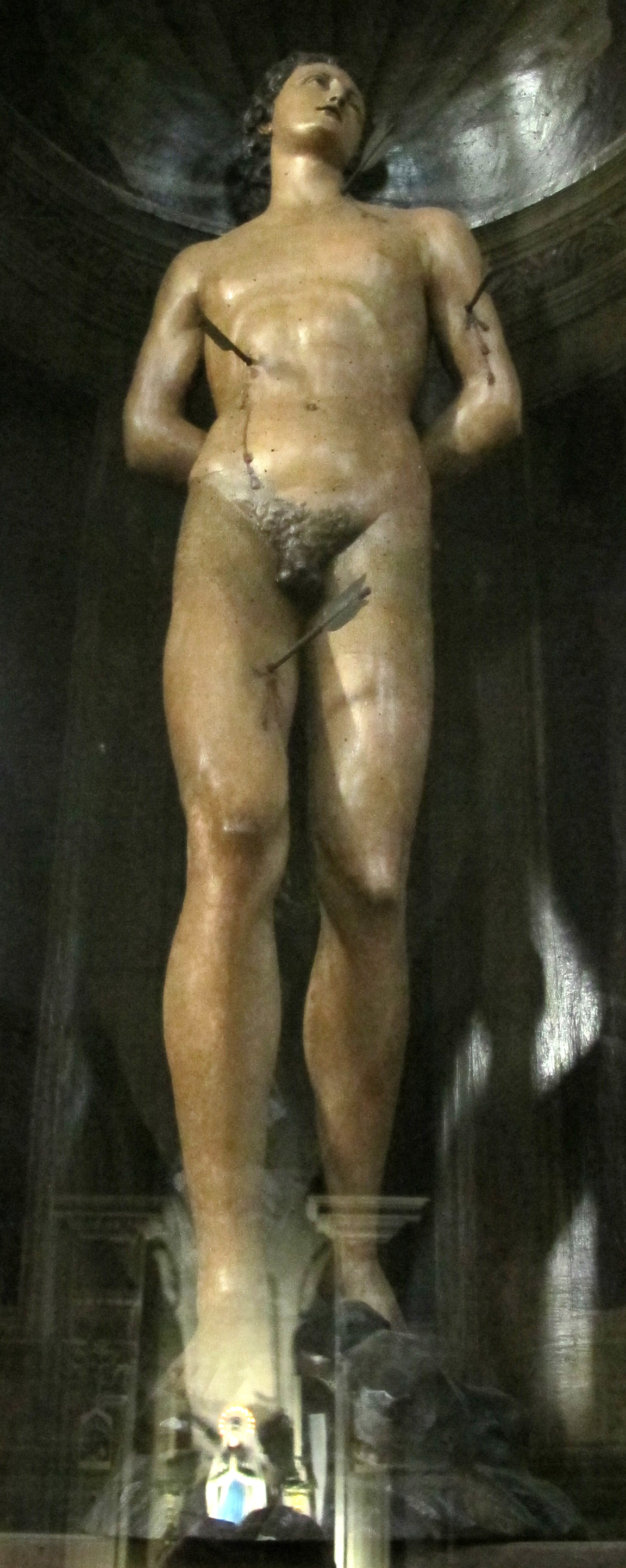
Та же скульптура крупным планом